# Котловина (село)
Котлови́на, до 1948 року — Болбо́ка (гаг. Bolboka, рум. Bulboaca) — село Ренійської міської громади, у Ізмаїльському районі Одеської області України. Населення становить 2643 осіб.

## Назва
У 1812—1814 роках група гагаузьких та болгарських поселенців из Добруджі осіла на теренах великої кітловини на березі озера Ялпуг, згодом утворивши на цьому місці селище Болбока. За однією з версій село Болбока було засноване у середині XVI століття турком, якого звали Болбок. За іншою версією село назване Болбокою через велику кількість джерел прісної води на узбережжі озера Ялпуг, адже «болбока» перекладається з огузьких мов як «водоворот». Також існують свідчення, що село існувало й раніше, щонайменше з 1807 року.
Основна частина села розташована у вже згаданій кітловині. Звідси походить чинна назва поселення — Котловина.

## Географія
Село знаходиться на південному заході України, за декілька кілометрів від кордону з Молдовою, на західному березі озера Ялпуг — найбільшого прісноводного озера України. Найближчі населені пункти: Владичень, Нагірне, Плавні, та молдовське село Етулія. Найближчі міста: Рені, Ізмаїл, Болград. Відстань до обласного центру становить 279 (255) км.
Через все село, з півночі на південь, протікає річка Безіменка. Водне живлення здійснюється переважно за рахунок дощових паводків та стоку води з полів зрошення. В даний час річка практично обміліла і значно забруднена.

## Символіка

### Герб
Щит скошений зліва червоним і лазуровим. В першій частині срібний глек для вина з лазуровим колом посередині, поверх якого покладені три лазурових грона винограду в балку, з зеленим листям, середнє більше. В другій частині з лазурової бази з двома срібними хвилястими нитяними балками виникає справа золота балка, дугоподібно укорочена зліва, супроводжувана угорі поставленими в стовп квітучою зеленою гілкою яблуні з срібними квітами з золотими серединками, і золотим колосом.

### Прапор
Прямокутне полотнище з співвідношенням сторін 3:4 поділене на дві горизонтальні частини у співвідношенні 2:1 — верхня розділена висхідною діагоналлю на червоне і синє поля, нижня частина жовта.

## Історія
Вперше згадується в 1752 році. Після російсько-турецької війни 1806–1812 років на території Буджака Бессарабської губернії і, у зокрема, Ізмаїльському цинуті, зупинилася частина гагаузів з Добруджі, яка покинула свою історичну землю через труднощі з асиміляцією після поділу історичної області Добруджі між Румунією і Болгарією на початку XIX століття. Частина з гагаузьких переселенців обжилася на території великої улоговини на західній частині від озера Ялпуг, утворивши село Болбока.
Село було перейменоване з Болбоки в Котловину в 1948 році, проте гагаузи та болгари на своїх мовах досі називають село Болбокою.
12 червня 2020 року, відповідно до Розпорядження Кабінету Міністрів України від № 724-р «Про визначення адміністративних центрів та затвердження територій територіальних громад Одеської області», увійшло до складу Ренійської міської територіальної громади.
19 липня 2020 року, в результаті адміністративно-територіальної реформи і ліквідації Ренійського району, село увійшло до складу новоутвореного Ізмаїльського району.

## Населення
Згідно з переписом 1989 року чисельність наявного населення села становила 2826 осіб, з яких 1364 чоловіки та 1462 жінки.
За переписом населення 2001 року в селі мешкало 2570 осіб.

### Мова
Розподіл населення за рідною мовою за даними перепису 2001 року:
| Мова       | Відсоток |
| ---------- | -------- |
| гагаузька  | 86,72 %  |
| російська  | 6,02 %   |
| українська | 3,22 %   |
| болгарська | 2,01 %   |
| румунська  | 1,93 %   |
| білоруська | 0,04 %   |

## «Пирінкін міст»
В центрі села недалеко від головної вулиці та церкви знаходиться невеликий пішохідний навісний міст, збудований там на замовлення колись відомого в селі тутешнього авторитета на призвісько Пирінка (рос. Пыринка). Пізніше він був жорстоко вбитий, а міст у тутешніх селян сам по собі почав називатися «Пирінкін міст» (рос. Пыринкин мост).

## Економіка і інфраструктура
В 1945 році в селі були створені два колективних господарства — «Іскра» і «Перемога». У серпні 1948 року на базі цих колективних господарств було створено ще одне — «28 червня». В 1952 році всі три колгоспи були об'єднані в один під назвою «Перемога». В 1969 році згідно з рішенням уряду УРСР колективне господарство «Перемога» було реорганізовано в радянських господарство (радгосп). До березня 1971 року входив до складу Білгород-Дністровських м'ясо-молочних радгоспів. Указом Міністерства сільського господарства СРСР від 24 березня 1971 року радгосп «Перемога» був переданий Республіканському об'єднанню «Укрсортпосівноовоч» і називався «ВАТ Посівний радгосп „Перемога“». У 1990-х в селі діяли радгосп «Перемога» і перше відділення радгоспу «Ренійський».
За радгоспом «Перемога» було закріплено 5200 га сільськогосподарських угідь, у тому числі 3666 га орної землі, з них 866 га зрошуваної. За відділенням радгоспу «Ренійський» було закріплено 1823 га сільськогосподарських угідь, у тому числі 1035 га орної землі. Спеціалізація відділення — виробництво м'ясо-молочної продукції. До виробничої структури радгоспу «Перемога» входили: тракторно-польова структура, ферма з вирощування великої рогатої худоби, молочно-товарна ферма, птахоферма, свиноферма, бухгалтерія, відділ кадрів, автопарк, мехмайстерня і сільська адміністрація. Серед промислового виробництва: хлібопекарня, олійниця і млин. Основна продукція радгоспу: озима пшениця, ячмінь, горох, кукурудза, соняшник, виноград, посів овочевих, кормових та баштанних культур. З 1971 року радгосп виробляв насіння 19 сортів овочевих і баштанних культур. З початку 2000 років радгосп поступово занепадав. В даний час майно радгоспу розпродається приватним покупцям.
У селі діє Котловинська середня школа. У школі працюють 33 вчителі. Навчаються 194 учня. При школі з 2006 року діє музей етнографії, краєзнавства та історії школи. Працює будинок культури із залом для глядачів на 100 місць. Є три бібліотеки з книжковим фондом близько 25 тис. примірників, сільська дільнична лікарня на 25 ліжок, дитячий сад на 140 місць, комбінат побутового обслуговування, 3 столові, більше 10 магазинів, відділення зв'язку.

## Археологічні знахідки
Недалеко від села були виявлені залишки поселення епохи бронзи (XX століття до н. е.) та два поселення перших століть нашої ери зі змішаним населенням, у складі якого були слов'яни. У 2006 році в околиці села була знайдена частина скарбів — меч, кинджал, сідло, кінська узда — все з золота і срібла, інкрустовані дорогоцінними гранатами-альмандинами. У 2012 році в селі біля озера Ялпуг була виявлена золота пластина IV—V століть, була частиною скарбів гунів. Ця знахідка спровокувала «золоту лихоманку» серед місцевого населення.

## Культура
У селі постійно святкують православні, державні і традиційні свята, такі як Новий рік, Старий Новий рік, Великдень, День Перемоги, Масляна, Трійця, Іменини, 8 березня та інші. У школі Котловини постійно проводяться різні гуртки, змагання, КВН, «Брейн-ринг» та інші види розваг. У селі діє танцювальний колектив «Севда Гюлю». У місцевому будинку культури (відновленому після пожежі 1996 року) та на шкільній сцені постійно проводяться концерти з виконанням пісень 70-80-90-х років і пісень сучасної поп-музики учнями школи та їх керівниками. У лютому 2010 року в селі пройшов Міжнародний фестиваль гагаузької культури. 28 серпня 2012 року в честь 200-річчя Котловини в селі було урочисто відкрито парк «Дружба», засаджений більш ніж 60 деревами.

## Видатні уродженці
- Наталі Деніз — українська гагаузька співачка.